# Bolbometopon
Bolbometopon is een monotypisch geslacht van straalvinnige vissen uit de familie van de Scaridae (Papegaaivissen).

## Soorten
- Bolbometopon muricatum (Valenciennes, 1840) – Bultkoppapegaaivis
  - = Callyodon muricatus (Valenciennes, 1840)
  - = Scarus muricatus Valenciennes, 1840[3]